# Hanns von Weyssenhoff

Hanns von Weyssenhoff (2009)

Hanns von Weyssenhoff (* 8. Juni 1929 in Hannover; † 18. Februar 2023 ebenda) war ein deutscher Physikochemiker und Hochschullehrer in Hannover.
Er war ein Pionier der Untersuchung von photochemischen Prozessen mit dem Laser.

## Leben
Hanns von Weyssenhoff studierte zunächst Physik in Hamburg und Göttingen. Er wurde 1957 bei Wilhelm Groth in Bonn promoviert.
Sein Postdoktorat führte ihn 1959 in die USA zu Paul Harteck am Rensselaer Polytechnic Institute in Troy (NY). Er wechselte dann an das Jet Propulsion Laboratory (Caltech) und arbeitete später dann mit Edward W. Schlag an der Northwestern University in Evanston (Illinois) zusammen.
Er  war von 1971 bis zu seinem Eintritt in den Ruhestand im Jahr 1994 als Universitätsprofessor an der Gottfried Wilhelm Leibniz Universität Hannover  am Institut für Physikalische Chemie und Elektrochemie tätig.